# Escoria (metalurgia)

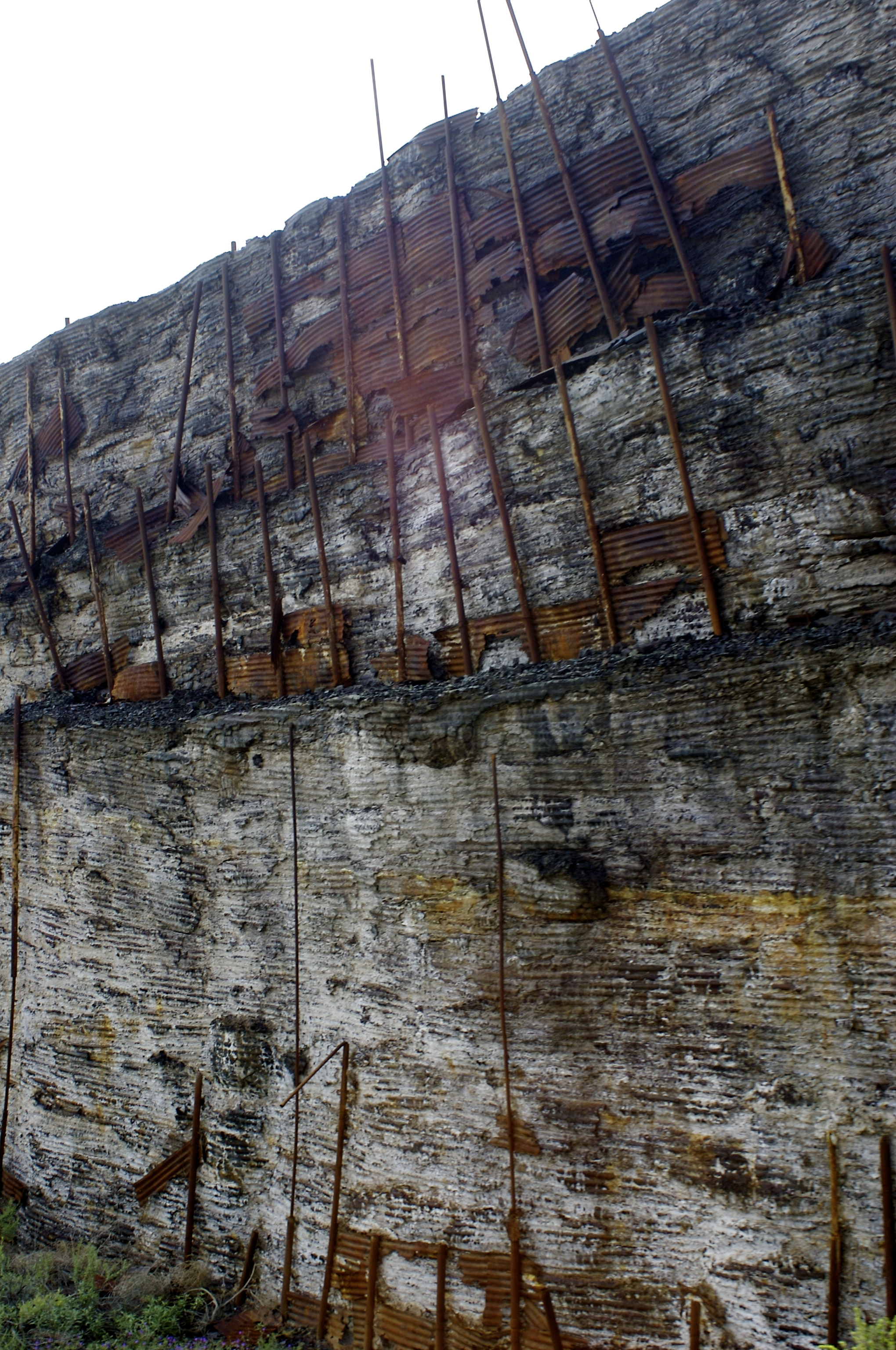
Un camino a través de una pila de escoria en Clarkdale, Arizona, que muestra las estriaciones de las planchas utilizadas para sostenerla, ahora oxidadas y onduladas

Las escorias son un subproducto de la fundición de las menas utilizada para purificar metales. Se pueden considerar como una mezcla de óxidos metálicos, aunque pueden contener sulfuros de metal y átomos de metal en forma de elemento. Aunque suelen utilizarse como un mecanismo de eliminación de residuos en la fundición del metal, también pueden servir para otros propósitos, como ayudar en el control de la temperatura durante la fundición y minimizar la reoxidación del metal líquido final antes de pasar al molde.

## Tipos de escorias metalúrgicas
En la naturaleza los minerales de metales, como el hierro, el cobre, el aluminio y otros, se encuentran en estado impuro, a menudo oxidados y mezclados con silicatos de otros metales.
Durante la fundición, cuando la mena está expuesta a altas temperaturas, estas impurezas se separan del metal fundido y se pueden retirar. El conjunto de compuestos que se retira es la escoria.
Los procesos de fundición ferrosos y no ferrosos producen distintas escorias. Por ejemplo, la fundición del cobre y el plomo, no ferrosa, está diseñada para eliminar el hierro y la sílice que suelen darse en estos minerales y se separa en forma de escoria basada en silicato de hierro. Por otro lado la escoria de las acerías (denominada lechada), en las que se produce una fundición ferrosa, se diseña para minimizar la pérdida de hierro y por tanto contiene principalmente calcio, magnesio y aluminio.

## Escoria de alto horno
A menudo se utiliza escoria granular de alto horno en combinación con el mortero de cemento pórtland como parte de una mezcla de cemento (el componente "escoria de alto horno" se añade como adición en la fabricación del cemento después de la sinterización y molienda del clinker pórtland). Este tipo de escoria reacciona con el agua para producir propiedades cementosas. El mortero que contiene escoria granular de alto horno desarrolla una gran resistencia durante largo tiempo y ofrece una menor permeabilidad y mayor durabilidad. Como también se reduce la unidad de volumen de cemento pórtland, el mortero es menos vulnerable al álcali-sílice y al ataque de sulfato.

## Espumación de la escoria
Recientemente la espumación de las escorias ha cobrado interés. Esta espumación de la escoria está causada principalmente por la generación de burbujas de gas monóxido de carbono, dióxido de carbono, vapor de agua, dióxido de azufre, oxígeno e hidrógeno en el interior de la escoria, que se vuelve espumosa, como si fuera agua jabonosa. En un horno básico de oxígeno (HBO), la espumación de la escoria está causada por la combustión del carbono del propio metal y es un inconveniente del proceso; la escoria espumosa puede eyectarse violentamente, quitando metal del horno y creando un humo denso y marrón que puede causar problemas en el sistema de eliminación de humo o causar un problema de salud y seguridad. La espumación se puede controlar mediante la inyección de gas en la base del horno o introduciendo partículas finas de coque en la escoria.
Sin embargo en un horno de arco eléctrico (HAE) la espumación de la escoria está causada por la combustión deliberada de partículas grandes de coque introducidas en la escoria. La espumación es vital para el funcionamiento de los HAEs modernos ya que la espuma envuelve a los arcos, protegiendo las paredes y el techo del horno del calor radiante de los arcos y transfiriendo una mayor cantidad del calor del arco a la fundición, mejorando así la eficiencia del horno. La espumación de la escoria también se utiliza en la fundición del cobre, níquel, cromo y (experimentalmente) del hierro. Se está llevando a cabo mucha investigación para comprender mejor la espumación de la escoria y para aplicar ese conocimiento a las plantas metalúrgicas de todo el mundo.

## Utilización
La escoria tiene muchos usos comerciales y raramente se desecha. A menudo se vuelve a procesar para separar algún otro metal que contenga. Los restos de esta recuperación se pueden utilizar como balasto para el ferrocarril y como fertilizante. Se han utilizado como metal para pavimentación y como una forma barata y duradera de fortalecer las paredes inclinadas de los rompeolas para frenar el movimiento de las olas.